# Parque nacional Dharug
Dharug es un parque nacional en Nueva Gales del Sur (Australia), ubicado a 58 km al norte de Sídney.

## Datos
- Área: 152 km²
- Coordenadas: 33°22′08″S 151°03′06″E / -33.36889, 151.05167
- Fecha de Creación: 1 de octubre de 1967
- Administración: Servicio Para la Vida Salvaje y los Parques Nacionales de Nueva Gales del Sur
- Categoría IUCN: II

Véase también:
- Zonas protegidas de Nueva Gales del Sur